# Zattiere
Lo zattiere era l'appartenente a corporazioni o a famiglie che sfruttavano, sino alla metà dell'Ottocento circa, i fiumi navigabili per il trasporto di merci utilizzando zattere costruite con legname proveniente da zone alpine o comunque montuose e ricche di boschi. Le zattere stesse, una volta ultimato il viaggio, divenivano oggetto di commercio.

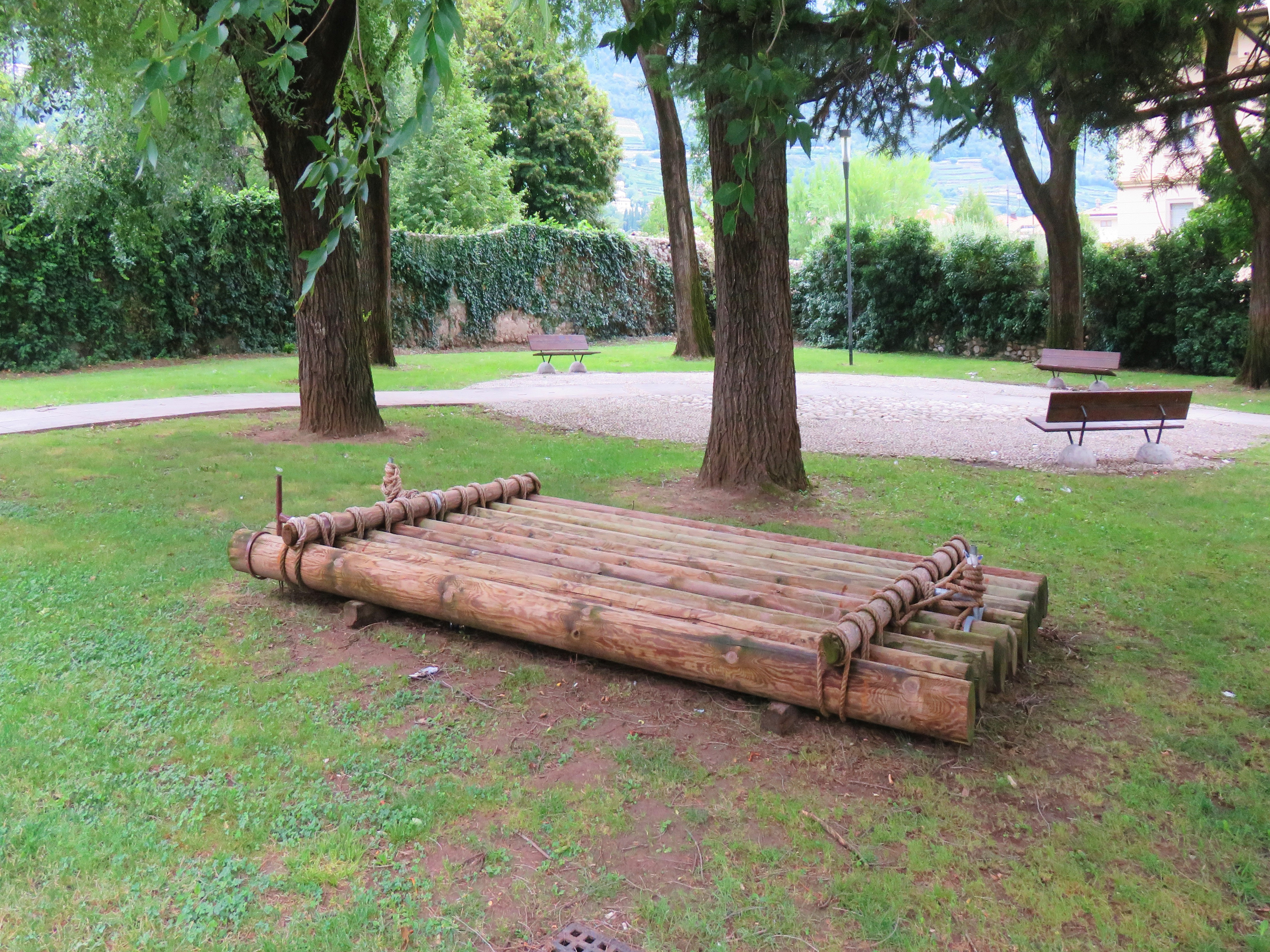
Zattera per il trasporto fluviale. Ricostruzione storica accanto alla chiesa di San Giovanni Battista di Borgo Sacco.

## La fluitazione nella tradizione europea
Col termine di fluitazione, meglio definito come trasporto fluviale, si intende la pratica di trasportare il legname sfruttando la corrente dei fiumi per portare a valle sia il legname che altre merci.
Molti paesi europei hanno usato, in passato, questa pratica di trasporto. Oltre all'Italia vanno ricordati in particolare la Francia, la Svizzera, la Germania, l'Austria e la Spagna.

## La fluitazione in Italia
Oggi la fluitazione con le modalità e con le motivazioni che ne hanno determinato la nascita e la pratica per secoli non esiste più. Questo non solo perché non esistono più le zattere costruite con tronchi, sostituite da moderne motobarche o chiatte a motore, ma anche per scelte che hanno privilegiato il trasporto delle merci su gomma o su ferrovia anche nelle tratte dove sarebbe possibile l'alternativa fluviale. In altri paesi europei la situazione è molto diversa. Ad esempio, nel porto fluviale di Duisburg, in Germania sul Reno, transitano oltre 40 milioni di tonnellate di merci l'anno.
L'idrovia Padova-Venezia o il lungo tratto navigabile del Po, in ogni caso, non potranno mai competere con tali volumi di traffico.

### Storia
Il commercio via terra un tempo era difficoltoso e pericoloso a causa della mancanza o del cattivo stato delle strade di collegamento a lunga distanza. La gente di Borgo Sacco, a Rovereto in Trentino, oppure di Perarolo di Cadore e Codissago in provincia di Belluno, per citare solo alcuni esempi storici, realizzò delle zattere e con l'ausilio della corrente dell'Adige o del Piave iniziò a trasportare alla Repubblica di Venezia il legname necessario alla costruzione delle navi e delle fondamenta della città.
Le zattere erano costruite con tronchi uniti tra loro (quelle tradizionali del fiume Piave con giunchi di noccioli intorti per torsione chiamate sache) con grosse funi di canapa, e venivano comandate da un capo zattiere, di solito il più anziano o il più esperto. Gli zattieri a bordo erano in diversi, disposti al timone di prua, ai timoni laterali e ai lunghi pali che servivano a saggiare il fondo del fiume durante i passaggi vicino alle rocce o alle secche. 
La zattera, oltre a trasportare se stessa, aveva una residua capacità di carico. Quindi si prestava al trasporto di altro legno (pali, tronchi di piccola pezzatura, assi e travi prodotte da segherie di valle), e anche per il trasporto di altre merci. Questa modalità di trasporto è riscontrabile su molti fiumi e in molte epoche, anche remote, a partire dai primi anni dopo il mille sino, in alcuni casi sempre più rari, ai primi decenni del secolo appena trascorso.

### Le tradizioni riscoperte

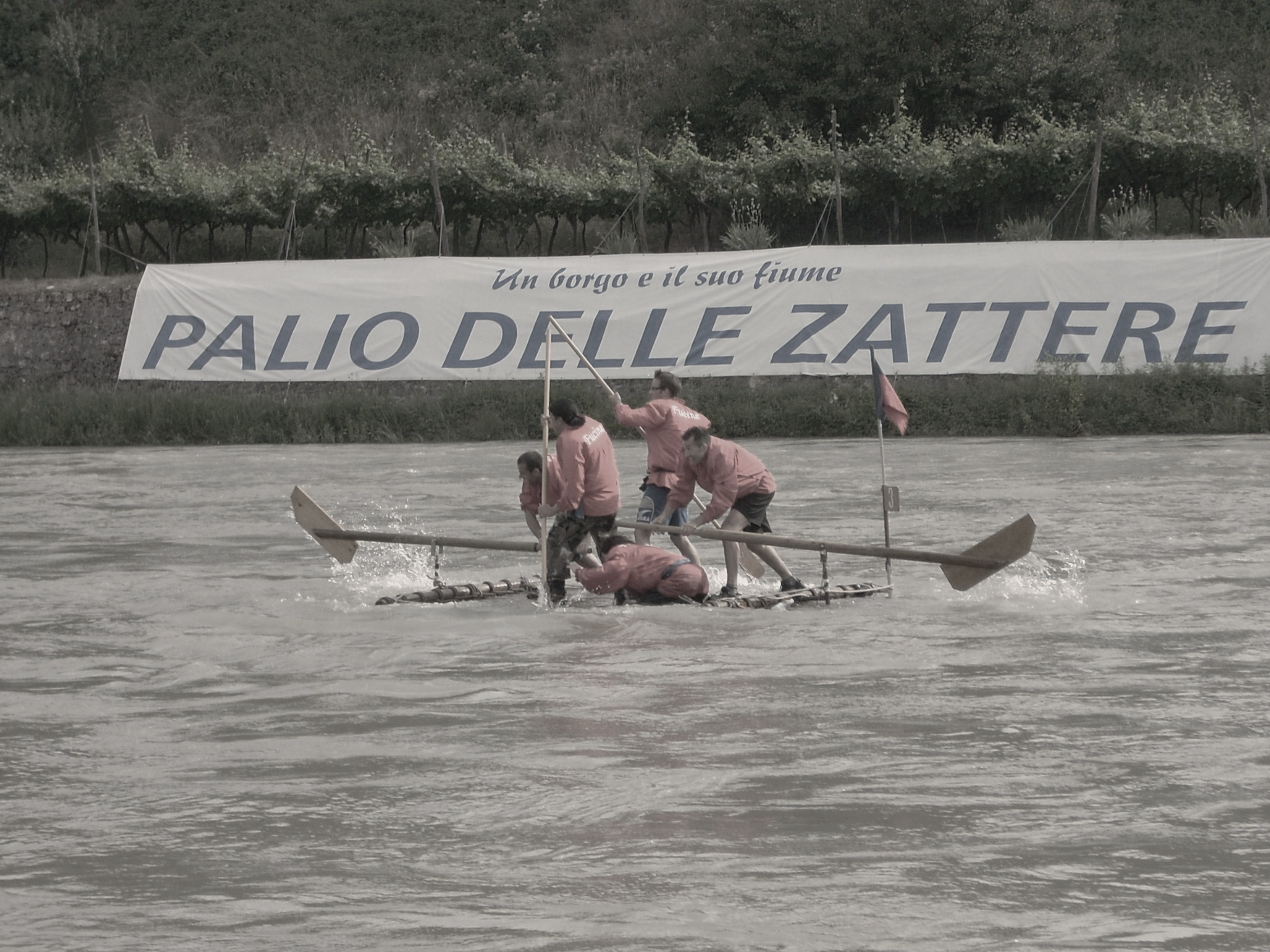
Una delle zattere partecipanti al X Palio delle Zattere di Borgo Sacco

Gli antichi mestieri e le antiche tradizioni rivivono nei numerosi musei locali (come ad esempio il Museo etnografico degli Zattieri del Piave, a Codissago) e nelle feste organizzate nei luoghi dove un tempo queste attività erano praticate.
Sui fiumi vengono organizzate gare o dimostrazioni di abilità che prevedono l'impiego di zattere costruite con modalità che si rifanno alla tradizione. Tra queste vanno ricordate:
- Palio delle Zattere di Valstagna. Le contrade di Valstagna si sfidano lungo le acque del Brenta per la conquista del Palio. Gli equipaggi delle zattere sono composti da tre zattieri e da una damigella. Ai vincitori va il Palio, un drappo di velluto rosso con lo stemma del Leone di San Marco. Il Leone tiene il libro chiuso, a significare l'esenzione dai dazi.
- Un Borgo e il suo fiume è una festa che si svolge a Borgo Sacco, presso Rovereto). Tra le varie iniziative c'è la seguitissima Zaterada, che fa rivivere parte del percorso degli antichi zattieri dall'Alto Adige sino al borgo. Nel corso della XIV edizione del Palio delle Zattere, nel 2014, un tragico incidente fece perdere la vita ad un partecipante.[2]
- Le Feste Vigiliane si svolgono a Trento durante il periodo in cui si celebra il patrono  San Vigilio. Nei giorni delle feste si svolge una competizione tra zattere sul fiume Adige durante la quale i partecipanti devono infilare un anello posto al collo di una grande oca in cartapesta appesa ad una corda.
- Festa del Fiume e delle Zattere, che vede coinvolti i comuni di Faedo e San Michele all'Adige, in Trentino.

## Gli zattieri di Borgo Sacco
A Borgo Sacco gli zattieri per secoli, sino alla creazione della ferrovia, ebbero l'esclusiva del trasporto fluviale nella tratta del fiume Adige da nord sino a Verona e sino al mare, con destinazione Venezia. 
Il primo a concedere questo diritto alla gente di Sacco fu, nel 1210, il principe vescovo di Trento Federico Vanga.  In seguito il borgo entrò nell'area controllata dai Castelbarco ma conservò l'autonomia rispetto a Rovereto. 
La gente di Sacco, sino al 1200, non aveva una chiesa. Solo alcuni anni dopo venne costruita una piccola cappella che in seguito fu trasformata nella chiesa di San Giovanni Battista. Furono in particolare gli zattieri a chiedere di avere un loro edificio religioso vicino, senza doversi recare a Lizzana, e questo venne dedicato a san Giovanni Battista.  Nel 1509 tutta la Vallagarina divenne parte dell'impero asburgico e la navigazione fluviale che passava da Sacco divenne importante commercialmente anche per i nuovi sovrani, che concedettero ai saccardi il privilegio esclusivo di costruire e portare sul fiume le zattere da Bolzano a Verona. Questa grande importanza degli zattieri venne a cadere nei primi anni del XIX secolo, quando l'Adige venne rettificato e nella Vallagarina arrivò la ferrovia.